# Németh László és a romániai magyar irodalom
Németh László és a romániai magyar irodalom – A Nagybányán 1901. április 18-án született Németh László írót mindig élő kapcsolatok fűzték Erdélyhez.

## Németh László Nagybányán
Apja, Németh József 1903-ig a nagybányai főgimnázium tanára volt, a család később is gyakran visszatért a városba. A későbbi író itt töltötte a nyarat 1918-ban, ekkor ismerte meg Ady néhány versét. Ez késztette 1919-ben a Nagybánya c. verses dráma megírására. Bár szülővárosába többé nem tért vissza, Nagybánya belopta magát életműve jó néhány darabjába, részletesen utalva a városra, Alsóbányára és Verespatakra.

## Németh és az erdélyi magyar irodalom a két világháború közt
Ha szülővárosát nem is, Romániát, Erdélyt felkereste. Boldizsár Ivánnal, Keresztury Dezsővel és Szabó Zoltánnal 1935 augusztusában háromhetes utazást tett, ennek tapasztalatai nyomán született a Tanú c. egyszemélyes folyóiratban megjelentetett Magyarok Romániában c. útinaplója. Az író 1940 és 1944 között többször is megfordult Nagyváradon, Kolozsvárt. Az utolsó romániai utazását 1970 februárjában tette, amikor a Marosvásárhelyi Állami Színház magyar tagozatának meghívására részt vett A két Bolyai, Sepsiszentgyörgyön a Papucshős, Nagyváradon a temesvári színi-együttes által színpadra állított Villámfénynél bemutatásán. Az utazásról Veress Dániel közölt riportot. Kettejük baráti kapcsolatának bizonysága az az 50 levél, amelyet Németh László 1959 és 1974 között hozzá írt – "benned rovom erdélyi adómat" –, igazolva vonzalmát az itteni szellemi értékek iránt. (Az irodalomtörténetileg fontos levélanyagot a kecskeméti Forrás 1993/11. száma közölte.)
Az életrajzi kötődéseknél is fontosabb a szellemi kapcsolat. Egy 1926-ban írott tanulmányában (Az erdélyi irodalom) így vall: „”Aki ismeri Erdély kultúrhistóriáját, vár innét valamit. Aki ismeri az erdélyi magyarságot, rendkívülit vár.” A Protestáns Szemlében 1927-ben közölt tíz írói arcképe közül hat – Áprily Lajos, Tamási Áron, Berde Mária, Reményik Sándor, Gyallay Pap Domokos, Gulácsy Irén – az erdélyi alkotók műhelyébe nyújt betekintést. Németh László erdélyi érdeklődését mutatja Tamási Áron öt, Nyirő József és Bartalis János két-két kötetének ismertetése is a magyarországi sajtóban.
Erdély története ihletforrásként jelen volt a Németh-életműben. A Bethlen Kata (1939), az Eklézsia-megkövetés (1946), az Apáczai (1955), az Apai dicsőség (1960), A két Bolyai (1961) híven példázza: élete során sokszor keresett választ a kor és a saját sorsa által felvetődő kérdésekre abban a szellemi régióban, amit Erdély nyújtott számára. Erdély is odafigyelt az 1920-30-as évek fordulóján kibontakozó íróra. Az Erdélyi Helikon programjának megbeszélésére küldött bizottságnak a harmadik marosvécsi találkozón (1928. július 5-7.) előterjesztett jelentésében olvashatjuk: „Javasoljuk, hogy [...] a jelenleg élő magyar irodalom termékeit és életét szélsőségektől mentes magyarországi kritikai íróval ismertesse.” Jelöltjük: Németh László. A kapcsolatfelvétel eredményét már az induló lap első számában észrevehetjük: a Magyar líra 1928-ban c. tanulmányt, s ezt a későbbiekben még két esszé, s  irodalomkritikai írás követi.
A Tanú megjelenése újabb fordulatot jelentett a kiépülő kapcsolatrendszerben. A Pásztortűz, az Erdélyi Helikon, az Erdélyi Fiatalok elismeréssel köszöntötték a nem mindennapi írói vállalkozást. Nem így a Korunk, amely keményen fellépett a Tanúban megfogalmazott gondolatokkal szemben, s szokatlan minősítéssel „az irodalom fasisztájá”-nak bélyegezte az írót. Sőt Jeszenszky Erik (Molnár Erik) Nyílt levél Németh Lászlóhoz, a „Tanú” szerkesztőjéhez c. írásában leckéztette az írót marxizmusból. A megtámadott író válaszlevelében erélyes hangnemben állt ki a gondolkodás szabadságáért, védte azt a tételfacsarókkal, dogmatikusokkal szemben. Ugyanez a Korunk azonban a romániai útirajz megjelenésekor az író védelmére kelt, sőt a Tanú megszűntekor Szabó Imre elismerte: „állásfoglalásra késztetett és megbecsülést követelt.”
Az író 1935-ös romániai útirajza hatalmas vihart kavart mind az anyaországban, mind Erdélyben. Nagy Géza az Erdélyi Helikonban, László Dezső a Pásztortűzben, Jancsó Béla az Erdélyi Fiatalokban, Gaál Gábor a Korunkban, Vita Zsigmond az Ellenzékben, Szentimrei Jenő a Brassói Lapokban, Krenner Miklós a Független Újságban, Gyárfás Elemér az Erdélyi Lapokban, Hegedűs Nándor a Keleti Újságban, Nagy Sándor bukaresti református lelkész az Egyházi Újságban, román részről Alexandru Olteanu (a valamikori Keresztury Sándor) a Familiában, Isaia Toian a Piatra de Hotar c. lapban írt az útinaplóról, védve vagy támadva annak szerzőjét, számon kérve egyfelől a tárgyilagosságot, másfelől beismerve azt, hogy „szabaddá tette az utat az erdélyi szellemi átértékelések számára.” Kacsó Sándor a Brassói Lapokban épp az útirajz nyomán hirdetett új programot: öntudatos feltámadást.
Ezek után a Németh-regények s az író magyar sorskérdéseket boncolgató esszéi, tanulmányai sorra megtalálták a maguk kritikusát, vitafelét Erdélyben. Leginkább az ideológus szerzőre figyeltek oda. A Magyarság és Európa, A minőség forradalma, a Kisebbségben mind a jobb-, mind a baloldali beállítottságú sajtóban visszhangot támasztott. Az utolsó hullámverést, mely az író körül kibontakozott, az 1943-ban Balatonszárszón elhangzott beszéde indította, melyet Nagy István úgy minősített, hogy általa „a konferenciára bevonult a halálhangulat.”

## Németh és az erdélyi magyar irodalom a második világháború után
A második világháborút követően Erdélyben is hallgatás övezte az írót, akiről jó tíz éven át szinte szó sem esett. Ha netán említik nevét, az csak elmarasztaló. Ebben a szellemben ismertette az Előre 1955-ben a Petőfi Mezőberényben c. Németh-dráma körül Budapesten támadt vitát. Az 1957-ben Kossuth-díjjal kitüntetett író a Korunk az évi 9. számában kapott nyilvánosságot, itt Békési Ágnes az Égető Eszter c. regényt ismertette. Ezután újabb pár évet kellett várnunk. A Korunk 1962/9. számában az Iszony c. regényről ír Veress Dániel, aki az 1965-ös és 1967-es évfolyam számaiban közölt pár soros ismertetőket az újabb Németh-művek megjelenése alkalmából is.
Az áttörést a Bűn 1967-es romániai megjelenése váltotta ki. Jordáky Lajos terjedelmes pályaképe időt álló értékelést nyújtott az íróról és alkotóművészetéről. Ezt követően sorra jelentek meg romániai kiadásban Németh László művei: Iszony (1967), Gyász (1976), VII. Gergely (1979), Pedagógiai írások (1980), Égető Eszter (1984), s román fordítások is (Repulsie, 1968; Îndurare, 1986-87). Mindenik megjelenés, nemkülönben a megindult életmű-sorozat kötetei, újabb s újabb lehetőséget kínáltak az értékelésre a romániai magyar sajtóban. Veress Dániel, Fábián Ernő, Gáll Ernő, Rácz Győző, Lőrinczi László, Marosi Péter közölt méltatást az egyes művekről.
Gazdag az erdélyi színpadokon bemutatott Németh-drámákhoz kötődő irodalom is: a színikritikák sorra követték az előadásokat. Szőcs István, Kántor Lajos, Zsehránszky István, Páll Árpád, Szekernyés János, Pongrácz P. Mária, Nagy Béla, Kacsir Mária szavaiból szinte egyöntetűen elismerés csendült ki.

## Ünneplések, megemlékezések
Sajátos kiindulópontnak számítanak az író 70. születésnapja s 1975-ben bekövetkezett halála, továbbá a születése 80., ill. 90. évfordulójához kötődő megemlékezések. Szülővárosában a Bányavidéki Fáklya c. hetilapban 1971. április 17-én jelent meg az első tisztelgés Máriás József tollából. 1991-ben a Híd utcai református templomban emlékünnepséget tartottak, amelyen részt vettek a Németh család tagjai s a magyarországi Németh László Társaság személyiségei. Együtt leplezték le a templom előterében lévő emléktáblát, amelyet a nagybányai RMDSZ és a református egyház állíttatott. Ez alkalomra készült Tőrös Gábor plakettje is Németh Lászlóról. A szülővárosban tartott megemlékezések sorába tartozott az 1995 márciusában lezajlott ünnepség is az író halálának évfordulója alkalmából. Az elhangzott előadások teljes szövegét könyv alakban is megjelentette a Misztótfalusi Kis Miklós Közművelődési Egyesület Nagybányán, függelékként Németh László romániai bibliográfiájával. A városban létesített RMDSZ-könyvtár Németh László nevét viseli.
Az író születésének centenáriumán – az ilyenkor szokásos megemlékezéseken, alkalmi cikkeken túl – két jelentős kiadvánnyal gazdagodott a romániai magyar Németh László-irodalom: Veress Dániel sajtó alá rendezte több mint másfél évtizedet (1959-75) átfogó, 95 levélből álló levelezésüket („Benned rovom erdélyi adómat.” Csíkszereda, 2001), Nagy Pál pedig a Magyarok Romániában körüli vita és az utóhangok legfontosabb darabjaiból állított össze egy vaskos kötetet  2001-ben.
Az elhallgattatások hosszú csöndje alatt a Németh László-életmű nyújtott lehetőséget arra, hogy segítségével egy szabadabb szellemi világ eljövetelében bízhassunk, s a megjelent bibliográfia jelzi, hogy az erdélyi értelmiség élt is ezzel a lehetőséggel.